# Línia Amiens-París-Amiens del TER
Aquestes són les estacions de la línia Amiens-París-Amiens del transport express régional, una xarxa ferroviària de França gestionada per la companyia SNCF.
| Estació                | Municipi               | Departament    | Coordenades                                      |
| ---------------------- | ---------------------- | -------------- | ------------------------------------------------ |
| Amiens                 | Amiens                 | Somme          |                                                  |
| Longueau               | Longueau               | Somme          |                                                  |
| Estació de Boves       | Boves                  | Somme          |                                                  |
| Dommartin-Remiencourt  | Dommartin              | Somme          |                                                  |
| Ailly-sur-Noye         | Ailly-sur-Noye         | Somme          |                                                  |
| La Faloise             | La Faloise             | Somme          |                                                  |
| Breteuil-Embranchement | Bacouël                | Oise           |                                                  |
| Gannes                 | Gannes                 | Oise           |                                                  |
| Saint-Just-en-Chaussée | Saint-Just-en-Chaussée | Oise           |                                                  |
| Saint-Rémy-en-l'Eau    | Saint-Rémy-en-l'Eau    | Oise           |                                                  |
| Avrechy                | Avrechy                | Oise           |                                                  |
| Clermont-de-l'Oise     | Clermont               | Oise           |                                                  |
| Liancourt-Rantigny     | Rantigny               | Oise           |                                                  |
| Laigneville            | Laigneville            | Oise           |                                                  |
| Creil                  | Creil                  | Oise           |                                                  |
| Chantilly-Gouvieux     | Chantilly              | Oise           |                                                  |
| Orry-la-Ville-Coye     | Orry-la-Ville          | Oise           |                                                  |
| Paris-Nord             | París                  | Illa de França | 48° 52′ 58″ N, 2° 21′ 24″ E / 48.8828°N,2.3567°E |